# Lijst van Poolse records atletiek

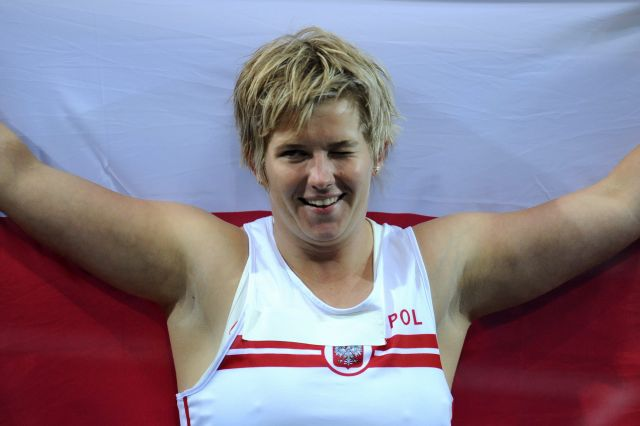
Anita Włodarczyk

Dit artikel geeft een overzicht van de Poolse records in atletiek. De lijst is voor het laatst bijgewerkt op 22 oktober 2016.

## Nationale records mannen (outdoor)
| Evenement            | Atleet                                                         | Record   | Datum             | Waar gehouden               |
| -------------------- | -------------------------------------------------------------- | -------- | ----------------- | --------------------------- |
| 100 meter            | Marian Woronin                                                 | 10,00    | 9 juni 1984       | Warschau, Polen             |
| 200 meter            | Marcin Urbaś                                                   | 19,98    | 25 augustus 1999  | Sevilla, Spanje             |
| 400 meter            | Tomasz Czubak                                                  | 44,62    | 24 augustus 1999  | Sevilla, Spanje             |
| 800 meter            | Paweł Czapiewski                                               | 1.43,22  | 17 augustus 2001  | Zürich, Zwitserland         |
| 1.500 meter          | Artur Ostrowski                                                | 3.34,35  | 13 september 2011 | Zagreb, Kroatië             |
| Engelse mijl         | Bronisław Malinowski                                           | 3.55,40  | 8 september 1976  | Stockholm, Zweden           |
| 3.000 meter          | Bronisław Malinowski                                           | 7.42,4   | 4 juli 1974       | Oslo, Noorwegen             |
| 5.000 meter          | Bronisław Malinowski                                           | 13.17,69 | 5 juli 1976       | Stockholm, Zweden           |
| 10.000 meter         | Jerzy Kowol                                                    | 27.53,61 | 29 augustus 1978  | Praag, Tsjecho-Slowakije    |
| 4x100m estafette     | Kamil Masztak Dariusz Kuć Robert Kubaczyk Kamil Kryński        | 38,31    | 10 augustus 2012  | Londen, Groot-Brittannië    |
| 4x400 m Estafette    | Piotr Rysiukiewicz Tomasz Czubak Piotr Haczek Robert Maćkowiak | 2.58,00  | 22 juli 1998      | Uniondale, Verenigde Staten |
| Halve marathon       | Piotr Gladki                                                   | 1:01.35  | 25 maart 2000     | Den Haag, Nederland         |
| Marathon             | Henryk Szost                                                   | 2:07.39  | 4 maart 2012      | Otsu, Japan                 |
| 110 m Hordelopen     | Artur Noga                                                     | 13,26    | 25 augustus 2013  | Warschau, Polen             |
| 400 m Hordelopen     | Marek Plawgo                                                   | 48,12    | 28 augustus 2007  | Osaka, Japan                |
| 3.000 m Steeplechase | Bronisław Malinowski                                           | 8.09,11  | 28 juli 1976      | Montreal, Canada            |
| Hoogspringen         | Artur Partyka                                                  | 2,38 m   | 18 augustus 1996  | Eberstadt, Duitsland        |
| Polsstokhoogspringen | Paweł Wojciechowski                                            | 5,91 m   | 16 augustus 2011  | Szczecin, Polen             |
| Verspringen          | Grzegorz Marciniszyn                                           | 8,28 m   | 14 juli 2001      | Formia, Italië              |
| Hink-stap-springen   | Zdzisław Hoffmann                                              | 17,53 m  | 4 juni 1985       | Madrid, Spanje              |
| Kogelstoten          | Tomasz Majewski                                                | 21,95 m  | 30 juli 2009      | Stockholm, Zweden           |
| Discuswerpen         | Piotr Małachowski                                              | 71,84 m  | 8 juni 2013       | Hengelo, Nederland          |
| Kogelslingeren       | Paweł Fajdek                                                   | 83,93 m  | 9 augustus 2015   | Szczecin, Polen             |
| Speerwerpen          | Dariusz Trafas                                                 | 86,77 m  | 16 juni 2002      | Warschau, Polen             |
| Tienkamp             | Sebastian Chmara                                               | 8566 p   | 16-17 mei 1998    | Murcia, Spanje              |
| 10km Snelwandelen    | Robert Korzeniowski                                            | 37.57    | 8 juni 2002       | Krakau, Polen               |
| 20km Snelwandelen    | Robert Korzeniowski                                            | 1:18.22  | 9 juli 2000       | Hildesheim, Duitsland       |
| 50km Snelwandelen    | Robert Korzeniowski                                            | 3:36.03  | 27 augustus 2003  | Saint-Denis, Frankrijk      |

## Nationale records vrouwen (outdoor)
| Evenement            | Atleet                                                         | Record   | Datum               | Waar gehouden            |
| -------------------- | -------------------------------------------------------------- | -------- | ------------------- | ------------------------ |
| 100 meter            | Ewa Kasprzyk                                                   | 10,93    | 27 juni 1986        | Grudziądz, Polen         |
| 200 meter            | Ewa Kasprzyk                                                   | 22,13    | 8 juli 1986         | Moskou, Sovjet-Unie      |
| 400 meter            | Irena Szewińska                                                | 49,28    | 29 juli 1976        | Montreal, Canada         |
| 800 meter            | Jolanta Januchta                                               | 1.56,95  | 11 augustus 1980    | Boedapest, Hongarije     |
| 1.500 meter          | Lidia Chojecka                                                 | 3.59,22  | 28 juli 2000        | Oslo, Noorwegen          |
| Engelse mijl         | Anna Brzezińska                                                | 4.22,96  | 14 augustus 1996    | Zürich, Zwitserland      |
| 3.000 meter          | Lidia Chojecka                                                 | 8.31,69  | 30 augustus 2002    | Brussel, België          |
| 5.000 meter          | Lidia Chojecka                                                 | 15.04,88 | 6 september 2002    | Berlijn, Duitsland       |
| 10.000 meter         | Karolina Jarzyńska                                             | 31.43,51 | 27 juni 2013        | Ostrava, Tsjechië        |
| 4x100 m Estafette    | Marika Popowicz Daria Korczyńska Marta Jeschke Weronika Wedler | 42,68    | 1 augustus 2010     | Barcelona, Spanje        |
| 4x400 m Estafette    | Anna Guzowska Monika Bejnar Grażyna Prokopek Anna Jesień       | 3.24,49  | 14 augustus 2005    | Helsinki, Finland        |
| Halve marathon       | Karolina Jarzyńska                                             | 1:10.36  | 1 februari 2011     | Marugame, Japan          |
| Marathon             | Wanda Panfil                                                   | 2:24.18  | 15 april 1991       | Boston, Verenigde Staten |
| 100 m Hordelopen     | Grażyna Rabsztyn                                               | 12,36    | 13 juni 1980        | Warschau, Polen          |
| 400 m Hordelopen     | Anna Jesień                                                    | 53,86    | 28 augustus 2007    | Osaka, Japan             |
| 3.000 m Steeplechase | Wioletta Janowska                                              | 9.17,15  | 3 juli 2006         | Athene, Griekenland      |
| Hoogspringen         | Kamila Lićwinko                                                | 1,99 m   | 9 juni 2013         | Opole, Polen             |
| Polsstokhoogspringen | Anna Rogowska                                                  | 4,85 m   | 6 maart 2011        | Parijs, Frankrijk        |
| Verspringen          | Agata Karczmarek                                               | 6,97 m   | 6 augustus 1988     | Lublin, Polen            |
| Hink-stap-springen   | Małgorzata Trybańska                                           | 14,44 m  | 29 juli 2010        | Barcelona, Spanje        |
| Kogelstoten          | Ludwika Chewińska                                              | 19,58 m  | 26 juni 1976        | Bydgoszcz, Polen         |
| Discuswerpen         | Renata Katewicz                                                | 66,18 m  | 7 augustus 1988     | Łódź, Polen              |
| Kogelslingeren       | Anita Włodarczyk                                               | 82,98 m  | 28 augustus 2016    | Warschau, Polen          |
| Speerwerpen          | Maria Andrejczyk                                               | 67,11 m  | 16 augustus 2016    | Rio de Janeiro, Brazilië |
| Zevenkamp            | Malgorzata Nowak                                               | 6616 p   | 30-31 augustus 1985 | Kobe, Japan              |
| 10km Snelwandelen    | Katarzyna Radtke                                               | 42.17    | 11 mei 1996         | Gdańsk, Polen            |
| 20km Snelwandelen    | Agnieszka Dygacz                                               | 1:29.08  | 16 maart 2014       | Lugano, Zwitserland      |